# Coelorinchus carinifer
Coelorinchus carinifer és una espècie de peix de la família dels macrúrids i de l'ordre dels gadiformes.

## Hàbitat
És un peix d'aigües profundes que viu entre 432-759 m de fondària.

## Distribució geogràfica
Es troba al nord de l'illa de Luzón (Filipines).